# 日本フットボールリーグ
日本フットボールリーグ（にほんフットボールリーグ）は、日本のサッカーリーグである。公益財団法人日本サッカー協会と一般社団法人日本フットボールリーグが主催・運営する。
英語名称は1998年までJリーグと地域リーグの間のカテゴリに位置していたジャパンフットボールリーグと同じ"Japan Football League" 、略称もそのまま継承してJFLを使用している。なお当記事では、日本フットボールリーグを「JFL」、ジャパンフットボールリーグを「旧JFL」と略記する。

## 概要

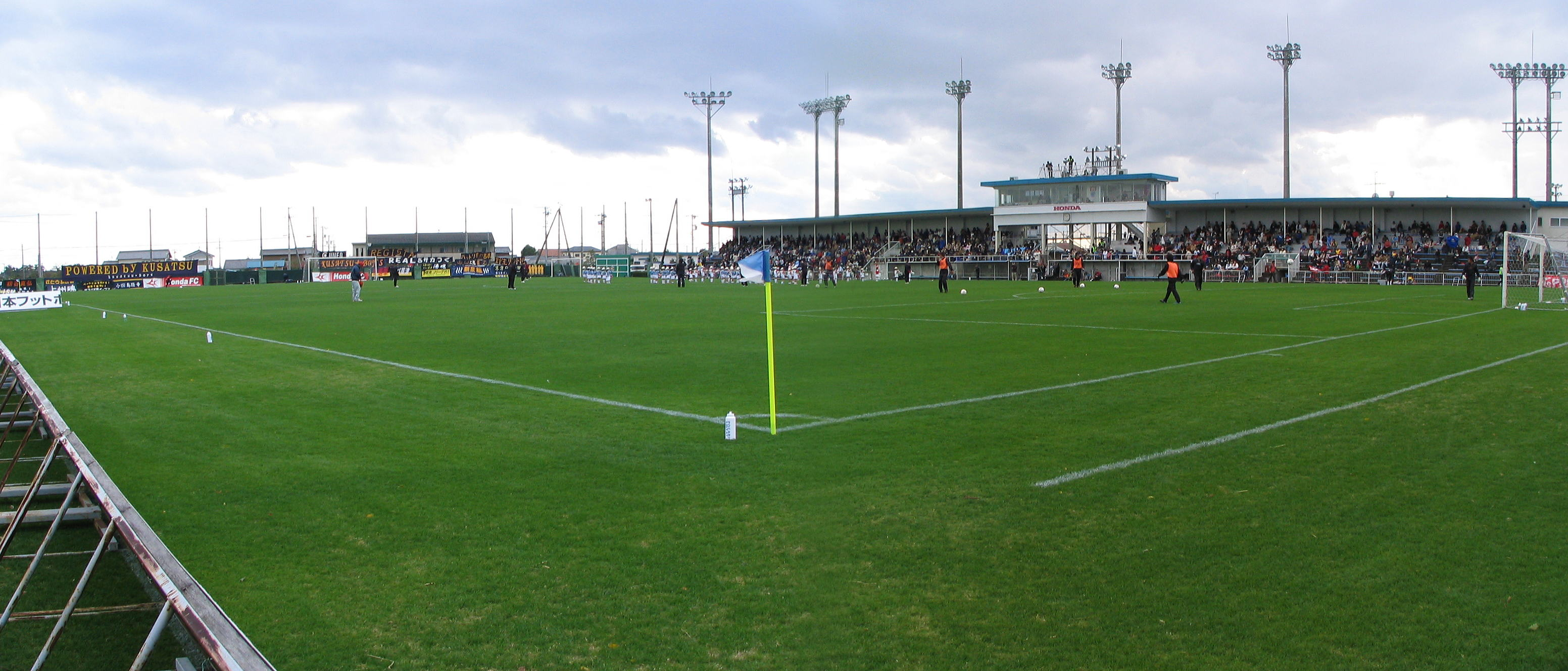
Honda都田サッカー場で開催された日本フットボールリーグの試合前の様子（2004年、×ザスパ草津戦）

プロ化を考慮していないアマチュアチーム（企業や大学のサッカー部、ならびに地域のアマチュアクラブチーム）にとっては、唯一の全国リーグであり、最高峰のカテゴリーである。
2014年にJリーグの3部リーグとしてJ3リーグが発足後、将来のJリーグ加盟を目指すクラブを中心として、セミプロ契約、すなわちクラブから固定給や勝利給などのギャランティをもらいつつ、経済的な理由から副業としてアルバイトや、クラブを支援するスポンサー企業・団体への就職あっせんを受ける社員選手などで勤務している選手や、アカデミー・スクール（下部育成組織）のコーチなどを掛け持ちしている選手が存在している（これはJFLより下位のカテゴリーである地域リーグや都道府県リーグにおいても存在している）。

### Jリーグとの関係と位置づけ
日本サッカーのリーグ構成の最上位カテゴリである日本プロサッカーリーグ（Jリーグ）とJFLとの関係については、Jリーグの3部に当たるJ3リーグ発足時の2013年12月の公表資料において、JリーグとJリーグ以外のアマチュアリーグは別のヒエラルキー構造とした上で、J3リーグをJFLと同格と位置づけている。また、JFL自身も公式サイトにおけるリーグ構成を示した資料において同様の認識を持っていた。このことは、2023年から始まるJ3とJFLの入れ替え制度導入時のレギュレーションにおいても「Jリーグに入会」「（Jリーグ）会員資格を喪失」という表現が用いられ、「J3へ昇格」「JFLへ降格」という表現は用いられていない。
一方で、2015年4月に改定されたJリーグの公表資料「Jリーグ入会（J3リーグ参加）の手引き【新たに入会を目指すクラブ向け】 (PDF) 」では「JFLからJ3へは最大2クラブが昇格します」「J3での順位が悪かったとしてもJFLに降格することはありません」と、JFLをJ3より下位のリーグ（即ち4部リーグ相当）と見做す表現が用いられている（但し、同資料においてもJリーグとJFL以下のアマチュアカテゴリーのヒエラルキー構造は別である旨が明記されている）。

## 主管
- 主催：公益財団法人日本サッカー協会、一般社団法人日本フットボールリーグ[7]
- 後援：共同通信社[7]
- オフィシャルサプライヤー：デサント[7]
- サポーティングカンパニー：全日本空輸[7]

## 歴史

### 誕生
1999年、Jリーグの2部制移行と同時にジャパンフットボールリーグ（旧JFL）が1998年をもって終了。第7回ジャパンフットボールリーグに参加したチームのうちJ2に参加しなかった7チームおよび前年10月に日本サッカー協会によって参加が承認された横河電機 の計8チームで日本フットボールリーグ（JFL）は発足した。その後、横浜FCが特例としてJFLから準会員扱いでスタートすることが認められたため、1999年の第1回大会は9チームによってリーグ戦が行われた。チーム数は第2回（2000年）は12チーム、第3回（2001年）は16チーム、第4回（2002年）は18チームで開催された。第5回（2003年）に16チームに減少したが、第8回（2006年）から、アルテ高崎が退会した影響で17チームとなった第14回（2012年）を除いて、第15回（2013年）まで18チーム体制であった。

### J3発足による影響

#### 2014年のJFL参加チームの決定
J2の下に設けられたJ3リーグ発足の動きに付随して、J3発足前の3部リーグであるJFLについて、J3参加クラブの数の動向にもよるが、2013年度の18クラブから6つ程度減らし、2014年度は12クラブ前後 ないしは14クラブ で行う方針であると報道されていた（JFL側から明白に縮小を伝えたわけではなく、JFL側はあくまで、J3創設によりJFL運営上、編成が必要になった場合、クラブ数の増減も起こりうると発言している）。
なお、JFLの参加クラブ数の確保の観点から、2013年度の成績下位のクラブに対する地域リーグへの降格は行わず、第37回全国地域サッカーリーグ決勝大会の上位3クラブを自動昇格し、残り9クラブについてはJFLのチーム数が足りない場合に4位以下から補充するという報道もある。12月の同大会後の理事会で改めて対応を協議する方向であると報じられている。
この後、JFLに加盟する準加盟クラブのうち10クラブがJ3ライセンスを取得したことを受けて、JFLは2014年度の新規参加希望クラブを地域リーグ以下に属するクラブに対し募集 し、北海道を除く全国8つの地域から25クラブ（内訳：北海道0、東北3、関東4、北信越3、東海4、関西5、中国4、四国1、九州1）が加盟申請を行った。J3加盟クラブの正式決定や第37回全国地域サッカーリーグ決勝大会の結果を踏まえて、12月4日をめどにJFL理事会で参加チームを正式に決定するとしていた。
2013年11月7日、JFLは2014年シーズンの参加チーム数を14とすることを発表した。その後、JFLからJ2・J3への参入により10チーム減ることが確定し（J3リーグ#審査結果を参照）、JFLへの新規加入は6チームとなった。2013年12月4日に、JFLへの昇格チーム6チームが発表された。第15回日本フットボールリーグ#地域リーグとの入れ替えを参照。

#### JFLのあり方に対する議論
J3発足前年の2013年に、同年のJFLに参加した18クラブのうち3分の2にあたる12クラブがJリーグ準加盟を申請（=J3参入を希望）したことにより、2014年のJFLへの参加が6クラブとなったことについて、JFLの加藤桂三専務理事は「数年は厳しい運営になると思う」と話している。毎日新聞では2013年7月の記事において以下の意見を示し、JFLの位置づけの検討に熟慮が必要であると指摘している。
- J3発足後のJFLのあり方については、JFLに残留するクラブの担当者有志を中心に議論が行われている。「仕事と両立しながらサッカーをするのが最大の特徴。“アマ最高峰”をさらに強く打ち出すべき」との意見の一方で「プロを目指すクラブの行く手を阻もうと企業チームなどが奮起し、リーグが活性化してきたのも事実だ」との意見もあった。
- “アマ最高峰”を標榜するJFLといえども全国で開催されるリーグの参戦にはプロクラブ並みの年間3000万〜5000万円の運営経費を確保する必要があること。「今のJFLには魅力を感じない」「自分たちで金を払い、できる範囲で上を目指す。それがアマだと思う」と語る下部リーグ関係者の声を示している。

## 沿革
- 1999年・第1回
  - 旧JFLに代わる新たなアマチュアの全国リーグとして9チームで開始
  - 11月、Jリーグ理事会で水戸ホーリーホックのJリーグ入会が承認される
- 2000年・第2回
  - 参加チームが増加（9チーム→12チーム）
  - リーグ戦が3回戦総当りから2回戦総当りへ変更
  - 12月、Jリーグ理事会で横浜FCのJリーグ入会が承認される
- 2001年・第3回
  - 参加チームが増加（12チーム→16チーム）
  - 延長Vゴールの廃止
- 2002年・第4回
  - 参加チームが増加（16チーム→18チーム）
  - この年のみリーグ戦が2回戦総当りから1回戦総当りへ変更（2002 FIFAワールドカップ開催による臨時措置）
  - JFL・地域リーグ間での入れ替え制度を導入
- 2003年・第5回
  - 参加チームが減少（18チーム→16チーム）
  - 10月、ジヤトコサッカー部がシーズン終了後のJFLから退会
- 2004年・第6回
  - 12月、Jリーグ臨時理事会で大塚製薬サッカー部（→徳島ヴォルティス）、ザスパ草津のJリーグ入会が承認される
  - 12月、国士舘大学サッカー部がJFLから退会
- 2005年・第7回
  - 12月、Jリーグ臨時理事会で愛媛FCのJリーグ入会が承認される
- 2006年・第8回
  - 参加チームが増加（16チーム→18チーム）
  - 9月、佐川急便東京SCと佐川急便大阪SCが合併し、翌シーズンより佐川急便SCとしてJFLに参加することを発表
- 2007年・第9回
  - 9月、北陸電力サッカー部アローズ北陸とYKK APサッカー部が合併し、翌シーズンよりカターレ富山としてJFLに参加することを発表
  - 12月、Jリーグ臨時理事会でロッソ熊本（→ロアッソ熊本）、FC岐阜のJリーグ入会が承認される
- 2008年・第10回
  - 12月、Jリーグ臨時理事会で栃木SC、カターレ富山、ファジアーノ岡山FCのJリーグ入会が承認される
- 2009年・第11回
  - 11月、三菱自動車水島FCがシーズン終了後のJFL退会を発表
  - 11月、Jリーグ臨時理事会でニューウェーブ北九州（→ギラヴァンツ北九州）のJリーグ入会が承認される
- 2010年・第12回
  - 3月、一般社団法人日本フットボールリーグを設立
  - 11月、Jリーグ臨時理事会でガイナーレ鳥取のJリーグ入会が承認される
- 2011年・第13回
  - 9月、ジェフリザーブズがシーズン終了後のJFL退会を発表
  - 12月、日本トップリーグ連携機構に加盟
  - 12月、Jリーグ臨時理事会で町田ゼルビア、松本山雅FCのJリーグ入会が承認される
- 2012年・第14回
  - J2・JFL間での入れ替え制度（J2・JFL入れ替え戦）を導入
  - 1月、アルテ高崎がJFL退会を発表。この影響により、参加チーム数が減少（18チーム→17チーム）
  - 10月、SAGAWA SHIGA FCがシーズン終了後のJFL退会を発表
  - 11月、Jリーグ臨時理事会でV・ファーレン長崎のJリーグ入会、及び町田ゼルビアのJリーグ会員資格の喪失が承認される
- 2013年・第15回
  - 参加チームが増加（17チーム→18チーム）
  - 10月、J3発足に伴い加盟クラブ数が減少することを受け、2014年度JFLへの入会を募集したところ、北海道リーグを除く8地域リーグ所属25クラブ（うち1つはKyuリーグ所属の鹿児島県2クラブ合併予定）から入会希望申請書が提出されたことが発表される[17]。
  - 11月、Jリーグ理事会でカマタマーレ讃岐、AC長野パルセイロ、SC相模原、FC町田ゼルビア、ツエーゲン金沢、ブラウブリッツ秋田、FC琉球、Y.S.C.C.、藤枝MYFC、福島ユナイテッドFCのJリーグ入会が承認される
- 2014年・第16回
  - 参加チームが減少（18チーム→14チーム）。
  - J3発足に伴い、J2・JFL間での入れ替え制度（J2・JFL入れ替え戦）を廃止
  - 2ステージ制を復活。前後期それぞれの1位チームによるチャンピオンシップを新設（試合方式参照）
  - 11月、Jリーグ理事会でレノファ山口FCのJリーグ入会が承認される。
- 2015年・第17回
  - 参加チームが増加（14チーム→16チーム）
  - 10月、SP京都FCがシーズン終了後のJFL退会を発表
  - 11月、Jリーグ理事会で鹿児島ユナイテッドFCのJリーグ入会が承認される。
- 2016年・第18回
  - 6月、ファジアーノ岡山ネクストがシーズン終了後のJFL退会を発表
  - 10月、北海道帯広市にてJFLフェスタin帯広を開催
  - 11月、Jリーグ理事会でアスルクラロ沼津のJリーグ入会が承認される。
- 2018年・第20回
  - 11月、Jリーグ理事会でヴァンラーレ八戸のJリーグ入会が承認される。
- 2019年・第21回
  - 6年ぶりに1ステージ制へ移行および前後期それぞれの1位チームによるチャンピオンシップを廃止[18]。
  - 11月、Jリーグ理事会でFC今治のJリーグ入会が承認される。
- 2020年・第22回
  - この年のみリーグ戦が2回戦総当りから1回戦総当りへ変更（新型コロナウイルスの影響による臨時措置）
  - 11月、第29節の結果により、Jリーグ理事会で仮承認を受けていたテゲバジャーロ宮崎のJリーグ入会が決定。
- 2021年・第23回
  - 参加チームが増加（16チーム→17チーム）
  - 11月、Jリーグ理事会でいわきFCのJリーグ入会が承認される。
- 2022年・第24回
  - 参加チームが減少（17チーム→16チーム）
  - 11月、Jリーグ理事会で仮承認を受けていた奈良クラブとFC大阪のJリーグ入会が決定。
- 2023年・第25回
  - J3・JFL間での入れ替え制度（J3・JFL入れ替え戦）を導入
  - 1月、FC神楽しまねがJFL退会を発表。この影響により、参加チーム数が減少（16チーム→15チーム）
- 2024年・第26回
  - 参加チームが増加（15チーム→16チーム）
  - 10月、ソニー仙台FCがシーズン終了をもって活動終了する事に伴い、JFL退会が承認される。
  - 11月、Jリーグ理事会で仮承認を受けていた栃木シティのJリーグ入会が決定。
  - 12月、Jリーグ理事会で仮承認を受けていた高知ユナイテッドSCがJ3・JFL入れ替え戦に勝利しJリーグ入会が決定、及びJ3からいわてグルージャ盛岡と入れ替え戦で敗退したY.S.C.C.横浜のJFL加盟が承認される。

## 所属クラブ

### 2025年の所属クラブ
- 以下の参加クラブの並び順は、前年シーズンの成績順である。
- 「主たるホームスタジアム」は前年シーズンで最も多くホームゲームを開催したスタジアムを記す。
- 枠内が■色は2024年9月24日にJ3クラブライセンスが交付されたクラブ。
  - Jリーグ百年構想クラブは2023年の規約改正によりJ3クラブライセンスの申請において必須ではなくなった[19]。
- J参入意思欄のうち、「◎」は前年J3クラブライセンス交付クラブであることを示す。また、「〇」はJ3クラブライセンスの申請を行った、あるいは将来的にJリーグへの参入を表明しているクラブである（参考としてJリーグ準加盟クラブ#2013年度の項参照）。
- 呼称と登録チーム名が同一のクラブについては呼称のみ記載する。

| 呼称 （登録チーム名）                                     | 地域 / 都道府県 （主たるホームスタジアム）                           | 在籍年度        | 備考 | J 参入 意思 | 出 典  |
| --------------------------------------------------------- | -------------------------------------------------------------------- | --------------- | --- | ----------- | ------ |
| Y.S.C.C.横浜 （横浜スポーツ&カルチャークラブ）            | 関東 / 神奈川県 （ニッパツ三ツ沢球技場）                             | 2012-2013 2025- | 2012-2013年の呼称は「Y.S.C.C.」 | ◎           |        |
| いわてグルージャ盛岡                                      | 東北 / 岩手県 （いわぎんスタジアム）                                 | 2025-           | | ◎           |        |
| FCティアモ枚方 （FC TIAMO枚方）                           | 関西 / 大阪府 （たまゆら陸上競技場）                                 | 2021-           | | 〇          | [ 20 ] |
| レイラック滋賀 （レイラック滋賀FC）                       | 関西 / 滋賀県 （東近江市布引運動公園陸上競技場）                     | 2008-           | 2007年までは「FC Mi-O びわこ Kusatsu」 2008年-2011年は「MIOびわこ草津」 2012年-2022年は「MIOびわこ滋賀」                                             | ◎           | [ 21 ] |
| ヴィアティン三重                                          | 東海 / 三重県 （LA・PITA東員スタジアム）                             | 2017-           | | ◎           | [ 21 ] |
| ヴェルスパ大分                                            | 九州 / 大分県 （レゾナックサッカー・ラグビー場）                     | 2012-           | 2012年は「HOYO AC ELAN大分」 2013年は「HOYO大分」 | ◎           | [ 21 ] |
| Honda FC （本田技研工業株式会社フットボールクラブ）       | 東海 / 静岡県 （Honda都田サッカー場）                                | 1999-           | 2001年までは「本田技研工業サッカー部」 |             |        |
| ブリオベッカ浦安・市川                                    | 関東 / 千葉県 (柏の葉公園総合競技場)                                 | 2016-2017 2023- | 2024年までは「ブリオベッカ浦安」 | 〇          | [ 22 ] |
| 沖縄SV                                                    | 九州 / 沖縄県 (沖縄県総合運動公園陸上競技場)                         | 2023-           | | 〇          | [ 23 ] |
| ラインメール青森 （ラインメール青森FC）                   | 東北 / 青森県 （カクヒログループ アスレチックスタジアム）            | 2016-           | | ◎           | [ 21 ] |
| アトレチコ鈴鹿 （アトレチコ鈴鹿クラブ）                   | 東海 / 三重県 （石垣池公園AGF鈴鹿陸上競技場）                        | 2019-           | 2019年までは「鈴鹿アンリミテッドFC」 2020年-2023年は「鈴鹿ポイントゲッターズ」                                                                       | 〇          | [ 24 ] |
| FCマルヤス岡崎 （マルヤス工業株式会社フットボールクラブ） | 東海 / 愛知県 （マルヤス岡崎龍北スタジアム）                         | 2014-           | 2013年までは「マルヤス工業サッカー部」 |             |        |
| クリアソン新宿 （Criacao Shinjuku）                       | 関東 / 東京都 （AGFフィールド・ 味の素フィールド西が丘・国立競技場） | 2022-           | | ◎           | [ 21 ] |
| 横河武蔵野FC （横河武蔵野 フットボールクラブ）            | 関東 / 東京都 （武蔵野市立武蔵野陸上競技場）                         | 1999-           | 2002年までは「横河電機サッカー部」 2003年-2015年は「横河武蔵野FC」 2016年-2020年は「東京武蔵野シティFC」 2021年-2023年は「東京武蔵野ユナイテッドFC」 |             |        |
| ミネベアミツミFC （ミネベアミツミ フットボールクラブ）    | 九州 / 宮崎県 （宮崎市生目の杜運動公園陸上競技場）                   | 2005-2006 2009- | 2022年までは「ホンダロックSC」 |             |        |
| 飛鳥FC （飛鳥フットボールクラブ）                         | 関西 / 奈良県 （奈良県立橿原公苑陸上競技場）                         | 2025-           | |             |        |

### 過去に所属していたクラブ
- 呼称（登録チーム名）は最終参加年度のデータ

#### Jリーグ入会による退会
| 呼称（登録チーム名）                                        | 地域（県）           | 在籍年度             | 備考                                                              |
| J2への参入に伴う退会                                        | J2への参入に伴う退会 | J2への参入に伴う退会 | J2への参入に伴う退会                                              |
| ----------------------------------------------------------- | -------------------- | -------------------- | ----------------------------------------------------------------- |
| 水戸ホーリーホック （フットボールクラブ水戸ホーリーホック） | 関東 （茨城）        | 1999                 |                                                                   |
| 横浜FC                                                      | 関東 （神奈川）      | 1999-2000            |                                                                   |
| 大塚製薬サッカー部                                          | 四国 （徳島）        | 1999-2004            | J2入会時に名称変更 （徳島ヴォルティス）                           |
| ザスパ草津 （株式会社草津温泉フットボールクラブ）           | 関東 （群馬）        | 2004                 | 現：ザスパクサツ群馬                                              |
| 愛媛FC                                                      | 四国 （愛媛）        | 2001-2005            |                                                                   |
| ロッソ熊本                                                  | 九州 （熊本）        | 2006-2007            | J2入会時に名称変更 （ロアッソ熊本）                               |
| FC岐阜                                                      | 東海 （岐阜）        | 2007                 |                                                                   |
| 栃木SC （栃木サッカークラブ）                               | 関東 （栃木）        | 2000-2008            |                                                                   |
| カターレ富山                                                | 北信越 （富山）      | 2008                 |                                                                   |
| ファジアーノ岡山 （ファジアーノ岡山フットボールクラブ）     | 中国 （岡山）        | 2008                 |                                                                   |
| ニューウェーブ北九州                                        | 九州 （福岡）        | 2008-2009            | J2入会時に名称変更 （ギラヴァンツ北九州）                         |
| ガイナーレ鳥取                                              | 中国 （鳥取）        | 2001-2010            | 2006年まではSC鳥取                                                |
| 松本山雅FC （松本山雅フットボールクラブ）                   | 北信越 （長野）      | 2010-2011            |                                                                   |
| V・ファーレン長崎                                           | 九州 （長崎）        | 2009-2012            |                                                                   |
| カマタマーレ讃岐                                            | 四国 （香川）        | 2011-2013            |                                                                   |
| J3への参入に伴う退会                                        |                      |                      |                                                                   |
| AC長野パルセイロ                                            | 北信越 （長野）      | 2011-2013            |                                                                   |
| SC相模原                                                    | 関東 （神奈川）      | 2013                 |                                                                   |
| FC町田ゼルビア                                              | 関東 （東京）        | 2009-2011 2013       | 2012年はJ2に所属                                                  |
| ツエーゲン金沢                                              | 北信越 （石川）      | 2010-2013            |                                                                   |
| ブラウブリッツ秋田                                          | 東北 （秋田）        | 2007-2013            | 2009年まではTDKサッカー部                                         |
| FC琉球                                                      | 九州 （沖縄）        | 2006-2013            |                                                                   |
| 藤枝MYFC                                                    | 東海 （静岡）        | 2012-2013            |                                                                   |
| 福島ユナイテッドFC （福島ユナイテッドフットボールクラブ）   | 東北 （福島）        | 2013                 |                                                                   |
| レノファ山口FC                                              | 中国 （山口）        | 2014                 |                                                                   |
| 鹿児島ユナイテッドFC                                        | 九州 （鹿児島）      | 2014-2015            | 2013年に「FC KAGOSHIMA」より名称変更 ヴォルカ鹿児島との合併による |
| アスルクラロ沼津                                            | 東海 （静岡）        | 2014-2016            |                                                                   |
| ヴァンラーレ八戸 （ヴァンラーレ八戸フットボールクラブ）     | 東北 （青森）        | 2014-2018            |                                                                   |
| FC今治                                                      | 四国 （愛媛）        | 2017-2019            |                                                                   |
| テゲバジャーロ宮崎                                          | 九州 （宮崎）        | 2018-2020            |                                                                   |
| いわきFC                                                    | 東北 （福島）        | 2020-2021            |                                                                   |
| 奈良クラブ                                                  | 関西 （奈良）        | 2015-2022            |                                                                   |
| FC大阪                                                      | 関西 （大阪）        | 2015-2022            | 2021年は「F.C.大阪」                                              |
| 栃木シティ （栃木シティフットボールクラブ）                 | 関東 （栃木）        | 2010-2017 2024       | 2010年-2017年は「栃木ウーヴァFC」                                 |
| 高知ユナイテッドSC （高知ユナイテッドスポーツクラブ）       | 四国 （高知）        | 2020-2024            |                                                                   |

#### 地域リーグ等への降格
| 呼称（登録チーム名）                                    | 地域（県）    | 在籍年度       | 備考                                                                  |
| ------------------------------------------------------- | ------------- | -------------- | --------------------------------------------------------------------- |
| 静岡産業大学 （静岡産業大学サッカー部）                 | 大学 （静岡） | 2000-2002      |                                                                       |
| アルエット熊本 （アルエット熊本フットボールクラブ）     | 九州 （熊本） | 2001-2002      | 2001年はNTT西日本熊本 2005年に参加権利をロッソ熊本に譲渡              |
| プロフェソール宮崎 （プロフェソール宮崎FC）             | 九州 （宮崎） | 2002           | 2010年解散                                                            |
| FC京都1993 （FC京都BAMB1993）                           | 関西 （京都） | 2000-2003      | 2001年まではFC KYOKEN京都 2010年にアミティエSCと統合                  |
| 流通経済大学FC （流通経済大学フットボールクラブ）       | 関東 （茨城） | 2005-2010      | 2009年までは流通経済大学サッカー部 流経大ドラゴンズ龍ケ崎とは別チーム |
| コバルトーレ女川 （Cobaltore女川）                      | 東北 （宮城） | 2018           |                                                                       |
| 流経大ドラゴンズ龍ケ崎 （流通経済大学ドラゴンズ龍ケ崎） | 関東 （茨城） | 2015-2019      | 2015年に「クラブ・ドラゴンズ」から名称変更 流通経済大学FCとは別チーム |
| FC刈谷                                                  | 東海 （愛知） | 1999-2009 2021 | 2005年まではデンソーサッカー部                                        |

#### 脱退・その他
| 呼称（登録チーム名）                                        | 地域（県）      | 在籍年度  | 退会理由 | 備考                                                     |
| ----------------------------------------------------------- | --------------- | --------- | -------- | -------------------------------------------------------- |
| ジヤトコ （ジヤトコ株式会社サッカー部）                     | 東海 （静岡）   | 1999-2003 | 活動停止 | 1999年はジャトコ 2000-2001年はジヤトコ・TT               |
| 国士舘大学 （国士舘大学サッカー部）                         | 大学 （東京）   | 1999-2004 | 退会     | 不祥事に伴う活動一時休止 翌年以降社会人リーグに参加せず  |
| 佐川急便東京SC （佐川急便株式会社東京サッカークラブ）       | 関東 （東京）   | 2001-2006 | 統合     | 2001年は佐川急便SC 佐川急便大阪SCと統合して佐川急便SCに  |
| 佐川急便大阪SC （佐川急便株式会社大阪サッカークラブ）       | 関西 （大阪）   | 2002-2006 | 統合     | 佐川急便東京SCと統合して佐川急便SCに                     |
| アローズ北陸 （北陸電力サッカー部アローズ北陸）             | 北信越 （富山） | 2000-2007 | 統合     | YKK APと統合してカターレ富山に                           |
| YKK AP （YKK APサッカー部）                                 | 北信越 （富山） | 2001-2007 | 統合     | 2003年まではYKK FC アローズ北陸と統合してカターレ富山に  |
| 三菱水島FC （三菱自動車水島フットボールクラブ）             | 中国 （岡山）   | 2005-2009 | 退会     | 翌年は岡山県リーグに参加                                 |
| ジェフリザーブズ （ジェフユナイテッド市原・千葉リザーブズ） | 関東 （千葉）   | 2006-2011 | 活動停止 | 2006年はジェフ・クラブ                                   |
| アルテ高崎                                                  | 関東 （群馬）   | 2004-2011 | 活動停止 | 2004年は群馬FCホリコシ 2005年はFCホリコシ                |
| SAGAWA SHIGA FC                                             | 関西 （滋賀）   | 2007-2012 | 活動停止 | 2007年は佐川急便SC                                       |
| SP京都FC （SP京都フットボールクラブ）                       | 関西 （京都）   | 2003-2015 | 活動停止 | 2013年までは佐川印刷SC 2014年は佐川印刷京都              |
| ファジアーノ岡山ネクスト                                    | 中国 （岡山）   | 2014-2016 | 活動停止 |                                                          |
| FC神楽しまね                                                | 中国 （島根）   | 2019-2022 | 退会     | 2021年までは「松江シティFC」 退会決定後の2023年3月に解散 |
| ソニー仙台FC （ソニー仙台フットボールクラブ）               | 東北 （宮城）   | 1999-2024 | 活動停止 |                                                          |

## 開催方式

### 参加条件
参加できるのはJFAの第1種登録チーム（社会人・地域クラブ、大学など）である。JFAはJFLに参加するチームに対し、試合会場として5,000人以上収容可能でかつ有料試合が開催できる規模のスタジアムを用意することを奨励している。また原則としてJFA公認のA級指導者ライセンス以上の者を監督として用意する必要がある。

### 試合・リーグ形式
試合方式は90分間（前後半各45分）で、勝敗が決しない場合は引き分けとなる。勝ち点は勝利が3点、引き分けは1点、敗戦は0点。
2013年度まで、及び2019年度以降は、リーグ戦は2回戦（ホーム・アンド・アウェー）の総当たりで1チーム34試合を行い、最終的に勝ち点の最も多いチームが優勝となる。
勝ち点が同点の場合は「得失点差→総得点→直接対戦の成績→決定戦」の順で決定する。
決定戦については主催者が特に必要と認めた場合（自動降格、あるいは入れ替え戦出場チーム決定など）に限って行う。行わない場合、2004年までは抽選で順位を決定していたが2005年からは同順位となった。
2011年度までは後述の天皇杯出場枠の決定などの便宜上、1回戦総当たり（17試合）を前期と後期に分けているが、順位自体は通年で決定しており、実質的に1シーズン制（2回戦総当たり）であった。2012年度も天皇杯出場決定は1回総当り終了時点（第17節）の順位で行う ものの、節数の表示には「前期・後期」を用いなくなり、Jリーグと同じく1年間通しで表示（最終は第34節）となった。
2014年度 - 2018年度（2014年度は参加14チーム、2015年度 - 2018年度は参加16チーム）は2ステージ制で行われた。ファーストステージ（前期）・セカンドステージ（後期）それぞれ1試合総当たりのリーグ戦を行い（2014年シーズンは13試合、2015年 - 2018年は15試合）、前後期を同一チームが優勝した場合はそのまま年間優勝、異なるチームが優勝した場合は、ホームアンドアウェーによるチャンピオンシップ（決勝戦）を行う。年間順位は上位2チームは決勝戦の結果により決定、3位以下（1位が同一チームである場合は全チーム）については、年間を通した2回総当たりの総合成績により決めた。
試合方式については2000年までは90分で決着がつかない場合Vゴール方式の延長戦を行っていた。その際の勝ち点は「90分勝利で3点、延長戦での勝利で2点、引き分けで1点、負けで0点」となっていた。
またリーグ戦については1999年は3回戦総当たり、2002年はFIFAワールドカップ日韓大会の影響で、2020年は新型コロナウイルス感染拡大の影響でそれぞれスケジュールの確保が難しいことから1回戦総当たりとなった。

### 大学チームの参加
大学チームは旧JFL時代の1998年に国士舘大学サッカー部が試験的に参加しており、このテストの結果を受けて1999年の第1回JFL開幕以後、大学サッカー連盟の推薦を得れば参加できるレギュレーションが定められた。これまでに国士舘大学、静岡産業大学、流通経済大学が参加した。
当初は大学チームは社会人リーグと大学リーグで選手の二重登録（掛け持ち）が認められていたが、2010年の規約改正に伴い二重登録が禁止された。このため、2010年シーズンの流通経済大学は個別のクラブチーム「流通経済大学フットボールクラブ」を編成した上で参加した。また、全国地域サッカーリーグ決勝大会についても、2009年までは大学生チームの参加希望があった場合、全国大学サッカー連盟の推薦が得られれば推薦枠として出場することが可能であったが、2010年の規約改正により推薦出場は不可能となった。
但し、全国大学サッカー連盟に加盟せず、各地の社会人連盟に社会人チーム登録している同好会や控え組による下部チームである場合の参加は容認されており、流通経済大学サッカー部は上記とは別に編成していたドラゴンズ龍ケ崎という同好会チームが2015年から2019年まで加入していた（2020年に関東社会人リーグ1部降格。さらに2024年は同2部降格）

### 強化費
JFLでは賞金に代わり「強化費」が支給されるが、支給形式及び金額は開催回ごとに大きく変わっている。詳細は各開催回のレギュレーションの項を参照（2010年は各試合の勝利チームに5万円の強化費が支給された）。

### 天皇杯のシード権
第15回大会（2013年）までは天皇杯においてJFL所属チームに対する「シード枠」があり、第17節終了時の1位チームは都道府県予選が免除されていた。シード権が獲得できなかったチームは所属する都道府県の予選大会に出場し、天皇杯出場を目指すことになる（2011年は前期第7節から11試合終了時点での上位2チームが予選を免除され、本戦2回戦から参加した）。
2014年の第94回天皇杯からは、シード枠が「前回の天皇杯に出場したアマチュアチームで、最も成績が優秀だったチーム」に置き換わったことから、JFL所属チーム限定のシード枠が一度は消滅した が、2015年度第95回 から2019年度第99回まで、アマチュアシードは大学との隔年交替制となっていた。2020年度第100回以降はJFLから前年の成績を基に1チーム選出される。

## 入れ替え制度

### 地域リーグとの昇降格
2006年まではJFLのクラブ数拡大などの理由で一定していなかったが、2007年-2012年までは基本的に以下のルールでクラブの昇降格が決められていた。
- JFL年間順位の下位2クラブ→地域リーグに自動降格
- 全国地域リーグ決勝大会（地域決勝）の1位・2位→JFLに自動昇格
- JFLの16位と地域決勝の3位がホームアンドアウェー方式の入れ替え戦を行う

ただしシーズン終了後のJリーグ参入・クラブ合併・撤退などの理由でJFL内のクラブ数が減少した場合は、自動降格・昇格枠の調整が行われていた。特に2013年はJ3リーグ発足に伴い複数のクラブがJ3に参入したことから、自動降格を行わなかったほか、成績要件以外でも地域リーグ所属のJFL参入希望クラブを審査の上4クラブの参入を認めた（第15回日本フットボールリーグ#地域リーグとの入れ替えを参照）。
2014年から降格クラブが2クラブとなり、入れ替え戦は行われなくなった。JFL・地域リーグ間でのクラブの昇降格は、基本的に以下のルールで行なわれている。
- JFL年間順位の下位2チーム→地域リーグに自動降格
- 全国地域サッカーチャンピオンズリーグ（地域CL/2015年までの全国地域リーグ決勝大会）の1位・2位→JFLに自動昇格

ただし、シーズン終了後のJ3参入・クラブ合併・撤退などの理由でJFL内のクラブ数が減少した場合は以前のように、自動降格・昇格枠の調整が行われる。
2023年より以下のルールに変更。
- JFL16位は地域リーグに自動降格。全国地域サッカーチャンピオンズリーグ1位はJFLに自動昇格。
- JFL15位と全国地域サッカーチャンピオンズリーグ2位との間でJFL・地域リーグ入れ替え戦を行う。
  - ただし、2023年シーズンは開始前にFC神楽しまねが退会となり15チームで争われることとなったため、一部レギュレーションを変更した。
    - 全国地域サッカーチャンピオンズリーグ1位はJFLに自動昇格（JFLの年間成績に基づく地域リーグへの自動降格は発生しない）
    - JFL最下位の15位チームと全国地域サッカーチャンピオンズリーグ2位との間で、JFL・地域リーグ入れ替え戦を行う。

### Jリーグとの入れ替え
JFLで成績上位のチームの内、参入要件を満たしたチームが、Jリーグへ参入している。
JFL発足からほとんどの期間では、J2およびJ3のチーム数の増加を優先するため昇格のみが行われており、降格はJ3発足直前の2012-2013年しか行われた実績がなかったが、2023年からはJ3との入れ替えが制度化されることになった。

#### 1999年度 - 2011年度
JFL所属のチームがJリーグに入会するには、下記の条件全てを満たさなければならない（ただし、J2所属のクラブ数が22になるまでの暫定処置）。
- Jリーグ準加盟クラブとしての承認を受ける。
- Jリーグ側から（設備面、経営面等に関する）審査を受け、それに合格する。
  - 審査については本審査（秋季）の前に予備審査（春季〜夏季）がある。予備審査の段階で本審査基準のクリアが見込めないと判断された場合、本審査を受けられず、シーズン終了後のJリーグ臨時理事会で審議対象となることができない[注釈 3]。
- JFLリーグ戦で原則として4位以上の成績を残す（2011年についてはJ2が20クラブとなったため、これに加え「準加盟チームの中で上位2クラブ」の条件も満たす必要があった。

また2011年までは、JリーグからJFLへの降格は制度化されていなかった。

#### 2012・2013年度
2012、および2013年度については、JFLの上位原則2位以内のクラブがJリーグ準加盟クラブであった場合、J2の最下位クラブとJFLの1位クラブが自動入れ替え、J2の21位クラブとJFLの2位クラブが入れ替え戦を基本とする。ただし、JFLからの参加は原則としてJリーグ準加盟を認められるだけでなく、J2昇格基準の案件を満たしていること（J2クラブライセンスの取得）が必須条件となる。

#### 2014年度 - 2022年度
2014年度からは、J2との昇降格は2014年から新設されたJ3リーグ（J3）との間で行われ、JFLからはJ3への参入という形がとられた。なお、J3からJFLへの成績案件での降格もない（但し経営面の問題でのJリーグ退会<クラブライセンスの没収・交付停止>による降格はあり得る）。
JFLからJ3への参入条件（Jリーグ百年構想クラブ認定クラブに限定。J3ライセンスを申請できるのは、J3ライセンス申請をする前年の11月30日までに百年構想クラブを申請していることが前提となる）については、下記の通り。
1. J3スタジアム要件に関する審査を受け、合格すること。
2. J3ライセンス基準に関する審査を受け、合格すること。
3. （上記2件に合格することを前提として実施される）Jリーグ入会審査を受け、合格すること。
4. 以上の条件をすべて満たした上で、当該年度のJFLに於いて以下の要件をすべて満たすこと。
  1. 当該年度のJFLでの最終順位が「4位以内」であり、なおかつ「Jリーグ百年構想クラブのうちで上位2クラブに入っている」こと。（上位4クラブ中3クラブ以上が百年構想クラブである場合は1・2位が昇格対象となり、3位以下は対象から外れる。「百年構想クラブ」であることが上位条件であり、百年構想クラブ中1・2位のチームがJ3ライセンスを持たずJ3リーグへの参入ができない場合、3位以下チームにJ3ライセンスがあっても繰り上げは行われない。2クラブ以下である場合は4位以内に入ったそのクラブが昇格の対象となる。）
  2. 1試合平均入場者数が2,000人を超えており、かつ3,000人に到達することを目指して努力していると認められること。
  3. 年間事業収入が1億5000万円以上になり、かつ債務超過ではないことが、合理的に見込まれること。

なおJ3ライセンスを保有し、なおかつ4-1の順位案件をクリアしていても、上記4-2・4-3の案件をクリアできなかった場合、特例がなければJ3入会ができない事例 もある。
また上記の通り、当面はJ3リーグからJFLへの降格は、J3ライセンス未交付によりJリーグを除名・退会せざるを得ない場合を除き基本的には行われないが、2017年1月の信濃毎日新聞との記者会見に応じたJリーグチェアマン（取材当時）の村井満は、将来的なJ3の成績によるJFL降格の制度を採り入れる可能性を示唆しており、2017年6月に行われたJリーグ理事会でも、J3リーグのあり方（全国リーグの維持等）に関連してJ3からJFLへの降格（入れ替え）制度の導入を含めて議論が行われている。
2020年度と2021年度は上記の4-2と4-3の案件に関しては、新型コロナウィルスによる、入場者数制限（無観客含む）が行われていることなどから、一時的にこの項は削除されており、順位案件のみとなっていたが、2022年度から入場動員案件が再開された。

#### 2023年度 -
2022年シーズン終了後にJ3が20チームとなり、Jリーグの設定した「J1/J2/J3のチーム数が60チーム」に達したことから、2023年よりJ3リーグとJFLの入れ替えを行うこととなり、Jリーグの入会条件が変更となった。
2022年までの条件は、JFLのリーグ戦の最終順位が4位以内でJリーグ百年構想クラブ上位2位以内のチームだったが、2023年からはJFLのリーグ戦最終順位が2位以内でクラブライセンス交付判定を受けているチームに変更されている。なお、JFL2位以内のクラブがJリーグ入会のためのクラブライセンス交付判定を受けていない場合、3位以下のクラブが繰り上がることは無い。
その上で、J3とJFLの入れ替えについて、以下のように定められている。
- JFL・1位のクラブはJ3に自動的に入会。この場合J3・20位のクラブはJリーグ会員資格を喪失しJFLに編入。
- JFL・2位のクラブはJ3のクラブとJ3・JFL入れ替え戦（ホーム&アウェーの2戦）を行い、2戦合計で勝者がJ3入会もしくは残留。なお入れ替え戦はアウェーゴールは無し。
  - JFL2位以内にクラブライセンス交付判定を受けているチームが2チーム入った場合、対戦相手はJ3・19位のクラブ。JFL1位のクラブがクラブライセンス交付判定を受けていない場合はJ3・20位のクラブとの対戦になる。
- JFL1位、2位のクラブがともにクラブライセンス交付判定を受けていない場合はJ3とJFLの入れ替えは行わない。

2023年度は1試合平均入場者数はJ3昇格時の必須項目とはせず、「1試合平均2000人以上動員を目標数値とする」ことにしたため、事実上成績案件のみで昇格の判断を確定させていた が、この案件は2024年度に再び必須項目とされ、そのうえで、J3昇格時の入会審査当日までに「年間入場収入が1000万円以上」であることも必須案件とすることが定められた。

## 結果

### リーグ戦
- 枠内が■色はシーズン終了後にJ2へ、■色はJ3へ参入。
- 第16回大会（2014年）から第20回大会（2018年）までは年間順位を示す（優勝・2位はチャンピオンシップの結果で決定）。(☆)は年間最多勝ち点クラブ。

| 回 | 年度   | 優勝              | 2位                    | 3位                  | 4位                    | クラブ数 |
| -- | ------ | ----------------- | ---------------------- | -------------------- | ---------------------- | -------- |
| 1  | 1999年 | 横浜FC            | 本田技研工業           | 水戸ホーリーホック   | デンソー               | 9        |
| 2  | 2000年 | 横浜FC            | 本田技研工業           | デンソー             | 大塚製薬               | 12       |
| 3  | 2001年 | 本田技研工業      | 大塚製薬               | ジヤトコ・TT         | 佐川急便東京SC         | 16       |
| 4  | 2002年 | Honda FC          | 佐川急便東京SC         | 大塚製薬             | ソニー仙台FC           | 18       |
| 5  | 2003年 | 大塚製薬          | Honda FC               | 愛媛FC               | 佐川急便大阪SC         | 16       |
| 6  | 2004年 | 大塚製薬          | Honda FC               | ザスパ草津           | YKK AP                 | 16       |
| 7  | 2005年 | 愛媛FC            | YKK AP                 | アローズ北陸         | 栃木SC                 | 16       |
| 8  | 2006年 | Honda FC          | 佐川急便東京SC         | 佐川急便大阪SC       | YKK AP                 | 18       |
| 9  | 2007年 | 佐川急便SC        | ロアッソ熊本           | FC岐阜               | アローズ北陸           | 18       |
| 10 | 2008年 | Honda FC          | 栃木SC                 | カターレ富山         | ファジアーノ岡山FC     | 18       |
| 11 | 2009年 | SAGAWA SHIGA FC   | 横河武蔵野FC           | ソニー仙台FC         | ニューウェーブ北九州   | 18       |
| 12 | 2010年 | ガイナーレ鳥取    | SAGAWA SHIGA FC        | FC町田ゼルビア       | Honda FC               | 18       |
| 13 | 2011年 | SAGAWA SHIGA FC   | AC長野パルセイロ       | FC町田ゼルビア       | 松本山雅FC             | 18       |
| 14 | 2012年 | V・ファーレン長崎 | AC長野パルセイロ       | SAGAWA SHIGA FC      | カマタマーレ讃岐       | 17       |
| 15 | 2013年 | AC長野パルセイロ  | カマタマーレ讃岐       | SC相模原             | FC町田ゼルビア         | 18       |
| 16 | 2014年 | Honda FC          | 佐川印刷京都 (☆)       | 鹿児島ユナイテッドFC | レノファ山口FC         | 14       |
| 17 | 2015年 | ソニー仙台FC (☆)  | ヴァンラーレ八戸       | Honda FC             | 鹿児島ユナイテッドFC   | 16       |
| 18 | 2016年 | Honda FC (☆)      | 流経大ドラゴンズ龍ケ崎 | アスルクラロ沼津     | ホンダロックSC         | 16       |
| 19 | 2017年 | Honda FC (☆)      | ラインメール青森       | ソニー仙台FC         | FC大阪                 | 16       |
| 20 | 2018年 | Honda FC (☆)      | FC大阪                 | ヴァンラーレ八戸     | ソニー仙台FC           | 16       |
| 21 | 2019年 | Honda FC          | ソニー仙台FC           | FC今治               | 東京武蔵野シティFC     | 16       |
| 22 | 2020年 | ヴェルスパ大分    | テゲバジャーロ宮崎     | ソニー仙台FC         | Honda FC               | 16       |
| 23 | 2021年 | いわきFC          | Honda FC               | ヴェルスパ大分       | 鈴鹿ポイントゲッターズ | 17       |
| 24 | 2022年 | 奈良クラブ        | FC大阪                 | Honda FC             | ラインメール青森       | 16       |
| 25 | 2023年 | Honda FC          | ブリオベッカ浦安       | レイラック滋賀       | ソニー仙台FC           | 15       |
| 26 | 2024年 | 栃木シティ        | 高知ユナイテッドSC     | FCティアモ枚方       | レイラック滋賀         | 16       |

### チャンピオンシップ
- 枠内が■色はチャンピオンシップ勝者
- 括弧内は試合会場

| 回 | 年度   | 1stステージ 1位クラブ                            | 合計                                             | 2ndステージ 1位クラブ                            | 第1戦                                            | 第2戦                                            |
| -- | ------ | ------------------------------------------------ | ------------------------------------------------ | ------------------------------------------------ | ------------------------------------------------ | ------------------------------------------------ |
| 16 | 2014年 | Honda FC                                         | 5-4                                              | 佐川印刷京都                                     | 2-2 （都田）                                     | 3-2 （西京極）                                   |
| 17 | 2015年 | ヴァンラーレ八戸                                 | 1-1 0-0 (延長) （PK 4-5）                        | ソニー仙台FC                                     | 1-0 （五戸陸）                                   | 0-1 （ユアスタ）                                 |
| 18 | 2016年 | 流経大 ドラゴンズ龍ケ崎                          | 2-3                                              | Honda FC                                         | 2-2 （柏の葉）                                   | 0-1 （都田）                                     |
| 19 | 2017年 | Honda FCが1st・2nd両ステージ優勝したため実施せず | Honda FCが1st・2nd両ステージ優勝したため実施せず | Honda FCが1st・2nd両ステージ優勝したため実施せず | Honda FCが1st・2nd両ステージ優勝したため実施せず | Honda FCが1st・2nd両ステージ優勝したため実施せず |
| 20 | 2018年 | Honda FCが1st・2nd両ステージ優勝したため実施せず | Honda FCが1st・2nd両ステージ優勝したため実施せず | Honda FCが1st・2nd両ステージ優勝したため実施せず | Honda FCが1st・2nd両ステージ優勝したため実施せず | Honda FCが1st・2nd両ステージ優勝したため実施せず |

### JFL・地域リーグ入れ替え戦
- 枠内が■色は入れ替え戦勝者（=翌年JFL所属）
- 括弧内は試合会場

| 回 | 年度   | JFLクラブ      | 合計                      | 地域クラブ         | 第1戦            | 第2戦            |
| -- | ------ | -------------- | ------------------------- | ------------------ | ---------------- | ---------------- |
| 4  | 2002年 | ジヤトコ       | 2-2 （PK 4-2）            | アイン食品         | 1-0 （長居第2）  | 1-2 （愛鷹）     |
| 4  | 2002年 | 静岡産業大学   | 0-0 （PK 3-5）            | 佐川印刷SC         | 0-0 （西京極）   | 0-0 （磐田）     |
| 5  | 2003年 | FC京都1993     | 2-8                       | 群馬FCホリコシ     | 2-3 （群馬サ）   | 0-5 （園部）     |
| 8  | 2006年 | ホンダロックSC | 1-8                       | FC岐阜             | 0-4 （都農藤見） | 1-4 （長良川メ） |
| 11 | 2009年 | FC刈谷         | 1-2                       | ツエーゲン金沢     | 0-1 （津幡）     | 1-1 （刈谷）     |
| 12 | 2010年 | アルテ高崎     | 4-1                       | 三洋電機洲本       | 3-0 （五色台メ） | 1-1 （浜川）     |
| 14 | 2012年 | 栃木ウーヴァFC | 2-2 0-0 (延長) （PK 4-1） | ノルブリッツ北海道 | 1-2 （栃木市陸） | 1-0 （栃木市陸） |

| 回 | 年度   | JFLクラブ        | スコア                      | 地域クラブ       |
| -- | ------ | ---------------- | --------------------------- | ---------------- |
| 23 | 2021年 | ホンダロックSC   | 3-2 （延岡西階）            | FC.ISE-SHIMA     |
| 23 | 2021年 | FC刈谷           | 0-4 （CSア港）              | Criacao Shinjuku |
| 25 | 2023年 | 沖縄SV           | 1-1 1-0 (延長) （タピスタ） | VONDS市原FC      |
| 26 | 2024年 | ミネベアミツミFC | 1-0 （ひなた陸）            | VONDS市原FC      |

### 昇格・降格記録
- クラブ名は昇格・降格当時の名称

| 年度 | 回次           | J2昇格 | 数 | 下部リーグへの降格                                                                               | 下部リーグからの昇格                                                                                   |
| ---- | -------------- | --- | -- | ------------------------------------------------------------------------------------------------ | --- |
| 1998 | 旧JFL （参考） | 東京ガス 川崎フロンターレ モンテディオ山形 ヴァンフォーレ甲府 大分FC ブランメル仙台 サガン鳥栖 アルビレックス新潟 大宮アルディージャ | 16 | -                                                                                                | 横河電機（関東1部） 横浜FC（新規結成）                                                                 |
| 1999 | 第1回          | 水戸ホーリーホック（3位） | 9  | -                                                                                                | アローズ北陸（北信越/1位） 栃木SC（関東1部/2位） FC KYOKEN（関西1部） 静岡産業大学（東海学生1部）      |
| 2000 | 第2回          | 横浜FC（1位） | 12 | -                                                                                                | 佐川急便東京SC（関東1部/1位） YKK FC（北信越/2位） NTT西日本熊本（九州） SC鳥取（中国） 愛媛FC（四国） |
| 2001 | 第3回          | - | 16 | -                                                                                                | 佐川急便大阪SC（関西1部/1位） プロフェソール宮崎FC（九州/2位）                                         |
| 2002 | 第4回          | - | 18 | 静岡産業大学（東海学生1部） ジヤトコサッカー部 アルエット熊本（九州） プロフェソール宮崎（九州） | アイン食品SC（関西/1位） 佐川印刷SC（関西/2位）                                                        |
| 2003 | 第5回          | - | 16 | ジヤトコ（解散） FC京都1993（関西）                                                              | ザスパ草津（関東2部/1位） 群馬FCホリコシ（関東1部/2位）                                                |
| 2004 | 第6回          | 大塚製薬（1位） ザスパ草津（3位） | 16 | 国士舘大学（脱退）                                                                               | 三菱自動車水島FC（中国/1位） 流通経済大学（学連推薦/2位） ホンダロックSC（九州/3位）                   |
| 2005 | 第7回          | 愛媛FC（1位） | 16 | -                                                                                                | FC琉球（九州/1位） ジェフ・クラブ（関東1部/2位） ロッソ熊本（九州/3位）                                |
| 2006 | 第8回          | - | 18 | ホンダロック（九州）                                                                             | TDK（東北1部/1位） FC岐阜（東海1部/2位）                                                               |
| 2007 | 第9回          | ロッソ熊本（2位） FC岐阜（3位） | 18 | -                                                                                                | ファジアーノ岡山（中国/1位） ニューウェーブ北九州（九州/2位） MIOびわこ草津（関西1部/3位）             |
| 2008 | 第10回         | 栃木SC（2位） カターレ富山（3位） ファジアーノ岡山（4位）                                                                            | 18 | -                                                                                                | 町田ゼルビア（関東1部/1位） V・ファーレン長崎（九州/2位） ホンダロック（九州/3位）                     |
| 2009 | 第11回         | ニューウェーブ北九州（4位） | 18 | FC刈谷（東海1部） 三菱水島FC（脱退）                                                             | 松本山雅FC（北信越1部/1位） 日立栃木ウーヴァSC（関東1部/2位） ツエーゲン金沢（北信越1部/3位）          |
| 2010 | 第12回         | ガイナーレ鳥取（1位） | 18 | アルテ高崎 流通経済大学FC（関東1部）                                                             | カマタマーレ讃岐（四国/1位） AC長野パルセイロ（北信越1部/2位） 三洋電機洲本（関西1部/3位）             |
| 2011 | 第13回         | 町田ゼルビア（3位） 松本山雅FC（4位）                                                                                                | 18 | ジェフリザーブズ（解散） アルテ高崎（脱退）                                                      | Y.S.C.C.（関東1部/1位） 藤枝MYFC（東海1部/2位） HOYO AC ELAN大分（九州/3位）                           |

| 年度 | 回次   | 上部リーグからの降格 | 上部リーグへの昇格 | 数 | 地域リーグへの降格                     | 地域リーグからの昇格 |
| ---- | ------ | -------------------- | --- | -- | -------------------------------------- | --- |
| 2012 | 第14回 | 町田ゼルビア         | V・ファーレン長崎（1位） | 17 | SAGAWA SHIGA FC（脱退） 栃木ウーヴァFC | SC相模原（関東1部/1位） 福島ユナイテッドFC（東北1部/2位） ノルブリッツ北海道（北海道/3位）                                                                                   |
| 2013 | 第15回 | -                    | カマタマーレ讃岐（J2への加入） AC長野パルセイロ SC相模原 町田ゼルビア ツエーゲン金沢 ブラウブリッツ秋田 FC琉球 Y.S.C.C. 藤枝MYFC 福島ユナイテッドFC | 18 | -                                      | ファジアーノ岡山ネクスト（中国/2位） 鹿児島ユナイテッドFC（九州/3位） ヴァンラーレ八戸（東北1部） アスルクラロ沼津（東海1部） マルヤス工業（東海1部） レノファ山口FC（中国） |

| 年度 | 回次   | J3昇格                          | 数 | 地域リーグへの降格                                    | 地域リーグからの昇格                                                              |
| ---- | ------ | ------------------------------- | -- | ----------------------------------------------------- | --------------------------------------------------------------------------------- |
| 2014 | 第16回 | レノファ山口FC（4位）           | 14 | -                                                     | 奈良クラブ（関西1部/1位） FC大阪（関西1部/2位） クラブ・ドラゴンズ（関東2部/3位） |
| 2015 | 第17回 | 鹿児島ユナイテッドFC（4位）     | 16 | SP京都FC（活動休止）                                  | ラインメール青森（東北1部/1位） ブリオベッカ浦安（関東1部/2位）                   |
| 2016 | 第18回 | アスルクラロ沼津（3位）         | 16 | ファジアーノ岡山ネクスト（脱退）                      | FC今治（四国/1位） ヴィアティン三重（東海1部/2位）                                |
| 2017 | 第19回 | -                               | 16 | ブリオベッカ浦安（関東1部） 栃木ウーヴァFC（関東1部） | コバルトーレ女川（東北1部/1位） テゲバジャーロ宮崎（九州/2位）                    |
| 2018 | 第20回 | ヴァンラーレ八戸（3位）         | 16 | コバルトーレ女川（東北1部）                           | 松江シティFC（中国/1位） 鈴鹿アンリミテッドFC（東海/2位）                         |
| 2019 | 第21回 | FC今治（3位）                   | 16 | 流経大ドラゴンズ龍ケ崎（関東1部）                     | いわきFC（東北1部/1位） 高知ユナイテッドSC（四国/2位）                            |
| 2020 | 第22回 | テゲバジャーロ宮崎（2位）       | 16 | -                                                     | FC TIAMO枚方（関西1部/1位） FC刈谷（東海/2位）                                    |
| 2021 | 第23回 | いわきFC（1位）                 | 17 | ホンダロックSC FC刈谷（東海1部）                      | Criacao Shinjuku（関東1部/1位） FC.ISE-SHIMA（東海1部/2位）                       |
| 2022 | 第24回 | 奈良クラブ（1位） FC大阪（2位） | 16 | FC神楽しまね（脱退）                                  | ブリオベッカ浦安（関東1部/1位） 沖縄SV（九州/2位）                                |

| 年度 | 回次   | J3からの降格                                      | J3への昇格                                  | 数 | 地域リーグへの降格                    | 地域リーグからの昇格                               |
| ---- | ------ | ------------------------------------------------- | ------------------------------------------- | -- | ------------------------------------- | -------------------------------------------------- |
| 2023 | 第25回 | -                                                 | -                                           | 15 | 沖縄SV                                | 栃木シティ（関東1部/1位） VONDS市原（関東1部/2位） |
| 2024 | 第26回 | Y.S.C.C.横浜（19位） いわてグルージャ盛岡（20位） | 栃木シティ（1位） 高知ユナイテッドSC（2位） | 16 | ソニー仙台FC（解散） ミネベアミツミFC | 飛鳥FC（関西1部/1位） VONDS市原（関東1部/2位）     |

## 統計

### クラブ

#### クラブ別優勝回数
| クラブ名                      | 回数 | 優勝年度                                          |
| ----------------------------- | ---- | ------------------------------------------------- |
| Honda FC (←本田技研工業)      | 10   | 2001,2002,2006,2008,2014,2016,2017,2018,2019,2023 |
| SAGAWA SHIGA FC (←佐川急便SC) | 3    | 2007,2009,2011                                    |
| 横浜FC                        | 2    | 1999,2000                                         |
| 大塚製薬                      | 2    | 2003,2004                                         |
| 愛媛FC                        | 1    | 2005                                              |
| ガイナーレ鳥取                | 1    | 2010                                              |
| V・ファーレン長崎             | 1    | 2012                                              |
| AC長野パルセイロ              | 1    | 2013                                              |
| ソニー仙台FC                  | 1    | 2015                                              |
| ヴェルスパ大分                | 1    | 2020                                              |
| いわきFC                      | 1    | 2021                                              |
| 奈良クラブ                    | 1    | 2022                                              |
| 栃木シティ                    | 1    | 2024                                              |

#### クラブ別通算成績
| クラブ名                                                                           |    | 年  | 試  |     | 勝  | 分   | 敗   |      | 得   | 失  | 差   |
| ---------------------------------------------------------------------------------- | -- | --- | --- | --- | --- | ---- | ---- | ---- | ---- | --- | ---- |
| Honda FC (←本田技研工業)                                                           |    | 26  | 763 |     | 454 | 159  | 150  |      | 1508 | 771 | +737 |
| ソニー仙台FC                                                                       | 26 | 747 | 319 | 172 | 256 | 1115 | 976  | +139 |      |     |      |
| 横河武蔵野FC (←東京武蔵野ユナイテッドFC ←東京武蔵野シティFC←横河武蔵野FC←横河電機) | 26 | 763 | 273 | 171 | 319 | 938  | 1046 | -108 |      |     |      |
| レイラック滋賀FC(←MIOびわこ滋賀←MIOびわこ草津)                                     | 17 | 512 | 168 | 118 | 226 | 647  | 797  | -150 |      |     |      |
| SP京都FC（←佐川印刷京都←佐川印刷SC）                                               | 13 | 415 | 156 | 89  | 170 | 556  | 577  | -21  |      |     |      |
| ミネベアミツミFC(←ホンダロックSC)                                                  | 18 | 542 | 146 | 150 | 246 | 600  | 837  | -237 |      |     |      |
| ヴェルスパ大分(←HOYO大分←HOYO AC ELAN大分)                                         | 13 | 377 | 130 | 106 | 141 | 448  | 489  | -41  |      |     |      |
| SAGAWA SHIGA FC (←佐川急便SC)                                                      | 6  | 201 | 113 | 46  | 42  | 386  | 220  | +166 |      |     |      |
| FC大阪(←F.C.大阪←FC大阪)                                                           | 8  | 217 | 111 | 48  | 68  | 351  | 257  | +94  |      |     |      |
| FC刈谷 (←デンソー)                                                                 | 12 | 351 | 107 | 69  | 175 | 475  | 612  | -137 |      |     |      |
| 栃木SC                                                                             | 9  | 261 | 107 | 62  | 92  | 377  | 336  | +41  |      |     |      |
| YKK AP (←YKK)                                                                      | 7  | 205 | 107 | 41  | 57  | 380  | 241  | +139 |      |     |      |
| ガイナーレ鳥取 (←SC鳥取)                                                           | 10 | 307 | 104 | 68  | 135 | 451  | 511  | -60  |      |     |      |
| 大塚製薬                                                                           | 6  | 153 | 101 | 20  | 32  | 347  | 182  | +165 |      |     |      |
| ラインメール青森                                                                   | 9  | 255 | 99  | 77  | 79  | 312  | 301  | +11  |      |     |      |
| 佐川急便東京SC (←佐川急便SC)                                                       | 6  | 171 | 98  | 30  | 43  | 345  | 177  | +168 |      |     |      |
| 奈良クラブ                                                                         | 8  | 217 | 84  | 67  | 76  | 283  | 273  | +10  |      |     |      |
| FCマルヤス岡崎                                                                     | 11 | 311 | 83  | 85  | 143 | 324  | 454  | -130 |      |     |      |
| FC琉球                                                                             | 8  | 269 | 83  | 55  | 131 | 343  | 469  | -126 |      |     |      |
| アローズ北陸                                                                       | 8  | 227 | 83  | 50  | 94  | 294  | 330  | -36  |      |     |      |
| ブラウブリッツ秋田 (←TDK)                                                          | 7  | 235 | 82  | 58  | 95  | 309  | 327  | -18  |      |     |      |
| ヴィアティン三重                                                                   | 8  | 225 | 76  | 64  | 85  | 289  | 285  | +4   |      |     |      |
| 栃木シティ(←栃木ウーヴァFC)                                                        | 9  | 279 | 70  | 60  | 149 | 318  | 520  | -202 |      |     |      |
| ヴァンラーレ八戸                                                                   | 5  | 146 | 69  | 35  | 42  | 184  | 132  | +52  |      |     |      |
| FC町田ゼルビア                                                                     | 4  | 135 | 69  | 30  | 36  | 221  | 146  | +75  |      |     |      |
| 愛媛FC                                                                             | 5  | 137 | 69  | 25  | 43  | 230  | 168  | +62  |      |     |      |
| アルテ高崎 (←FCホリコシ←群馬FCホリコシ)                                            | 8  | 263 | 67  | 55  | 141 | 295  | 479  | -184 |      |     |      |
| 佐川急便大阪SC                                                                     | 5  | 141 | 67  | 29  | 45  | 223  | 157  | +66  |      |     |      |
| アトレチコ鈴鹿クラブ(←鈴鹿ポイントゲッターズ←鈴鹿アンリミテッドFC)                 | 6  | 165 | 62  | 35  | 68  | 221  | 235  | -14  |      |     |      |
| V・ファーレン長崎                                                                  | 4  | 133 | 62  | 34  | 37  | 206  | 149  | +57  |      |     |      |
| 流通経済大学FC (←流通経済大学)                                                     | 6  | 200 | 61  | 33  | 106 | 275  | 394  | -119 |      |     |      |
| AC長野パルセイロ                                                                   | 3  | 99  | 57  | 22  | 20  | 169  | 86   | +83  |      |     |      |
| ジヤトコ (←ジヤトコ・TT←ジャトコ)                                                  | 5  | 123 | 55  | 16  | 52  | 208  | 205  | +3   |      |     |      |
| ジェフリザーブズ (←ジェフ・クラブ)                                                 | 6  | 203 | 53  | 48  | 102 | 217  | 321  | -104 |      |     |      |
| 国士舘大学                                                                         | 6  | 153 | 50  | 19  | 84  | 229  | 323  | -94  |      |     |      |
| ツエーゲン金沢                                                                     | 4  | 133 | 49  | 36  | 48  | 188  | 170  | +18  |      |     |      |
| 高知ユナイテッドSC                                                                 | 5  | 135 | 48  | 32  | 55  | 143  | 156  | -13  |      |     |      |
| カマタマーレ讃岐                                                                   | 3  | 99  | 47  | 20  | 32  | 137  | 105  | +32  |      |     |      |
| FCティアモ枚方                                                                     | 4  | 120 | 46  | 26  | 48  | 179  | 194  | -15  |      |     |      |
| アスルクラロ沼津                                                                   | 3  | 86  | 42  | 19  | 25  | 109  | 87   | +22  |      |     |      |
| ブリオベッカ浦安・市川(←ブリオベッカ浦安)                                          | 4  | 118 | 41  | 26  | 51  | 144  | 164  | -20  |      |     |      |
| ロッソ熊本                                                                         | 2  | 68  | 41  | 12  | 15  | 129  | 73   | +56  |      |     |      |
| 流経大ドラゴンズ龍ケ崎                                                             | 5  | 150 | 39  | 32  | 79  | 173  | 278  | -105 |      |     |      |
| FC今治                                                                             | 3  | 90  | 39  | 31  | 20  | 158  | 94   | +64  |      |     |      |
| 横浜FC                                                                             | 2  | 46  | 38  | 5   | 3   | 123  | 56   | +67  |      |     |      |
| 鹿児島ユナイテッドFC                                                               | 2  | 56  | 36  | 9   | 11  | 91   | 44   | +47  |      |     |      |
| FC神楽しまね(←松江シティFC)                                                        | 4  | 107 | 34  | 27  | 46  | 114  | 154  | -40  |      |     |      |
| 松本山雅FC                                                                         | 2  | 67  | 32  | 15  | 20  | 108  | 79   | +29  |      |     |      |
| ニューウェーブ北九州                                                               | 2  | 68  | 29  | 20  | 19  | 98   | 79   | +19  |      |     |      |
| テゲバジャーロ宮崎                                                                 | 3  | 75  | 28  | 17  | 30  | 106  | 109  | -3   |      |     |      |
| 三菱水島FC                                                                         | 5  | 166 | 27  | 23  | 116 | 150  | 357  | -207 |      |     |      |
| いわきFC                                                                           | 2  | 47  | 27  | 11  | 9   | 89   | 52   | +37  |      |     |      |
| Y.S.C.C.横浜（←Y.S.C.C.）                                                          | 2  | 66  | 26  | 10  | 30  | 103  | 106  | -3   |      |     |      |
| FC京都1993(←FC KYOKEN京都←FC KYOKEN)                                               | 4  | 99  | 24  | 15  | 60  | 106  | 177  | -71  |      |     |      |
| Criacao Shinjuku                                                                   | 3  | 88  | 21  | 21  | 46  | 74   | 129  | -55  |      |     |      |
| 藤枝MYFC                                                                           | 2  | 66  | 20  | 16  | 30  | 79   | 106  | -27  |      |     |      |
| 静岡産業大学                                                                       | 3  | 69  | 20  | 8   | 41  | 86   | 141  | -55  |      |     |      |
| ザスパ草津                                                                         | 1  | 30  | 19  | 5   | 6   | 63   | 35   | +28  |      |     |      |
| 沖縄SV                                                                             | 2  | 58  | 18  | 13  | 27  | 70   | 82   | -12  |      |     |      |
| カターレ富山                                                                       | 1  | 34  | 18  | 8   | 8   | 61   | 36   | +25  |      |     |      |
| SC相模原                                                                           | 1  | 34  | 18  | 7   | 9   | 58   | 42   | +16  |      |     |      |
| ファジアーノ岡山                                                                   | 1  | 34  | 17  | 9   | 8   | 63   | 43   | +20  |      |     |      |
| FC岐阜                                                                             | 1  | 34  | 17  | 9   | 8   | 45   | 31   | +14  |      |     |      |
| レノファ山口FC                                                                     | 1  | 26  | 16  | 3   | 7   | 51   | 27   | +24  |      |     |      |
| 水戸ホーリーホック                                                                 | 1  | 24  | 16  | 0   | 8   | 48   | 32   | +16  |      |     |      |
| ファジアーノ岡山ネクスト                                                           | 3  | 86  | 13  | 11  | 62  | 68   | 166  | -98  |      |     |      |
| アルエット熊本(←NTT西日本熊本)                                                     | 2  | 47  | 12  | 12  | 23  | 68   | 93   | -25  |      |     |      |
| 福島ユナイテッドFC                                                                 | 1  | 34  | 8   | 10  | 16  | 35   | 42   | -7   |      |     |      |
| コバルトーレ女川                                                                   | 1  | 30  | 4   | 5   | 21  | 19   | 68   | -49  |      |     |      |
| プロフェソール宮崎FC                                                               | 1  | 17  | 2   | 5   | 10  | 20   | 40   | -20  |      |     |      |
| いわてグルージャ盛岡                                                               |    |     |     |     |     |      |      |      |      |     |      |
| 飛鳥FC                                                                             |    |     |     |     |     |      |      |      |      |     |      |

- 2024年シーズン終了時点[43]
- は2025年シーズン所属クラブ

#### リーグ年間ゴール数
| 年度   | ゴール数 | 試合数 | クラブ数 |
| ------ | -------- | ------ | -------- |
| 1999年 | 386      | 108    | 9        |
| 2000年 | 468      | 132    | 12       |
| 2001年 | 779      | 240    | 16       |
| 2002年 | 457      | 153    | 18       |
| 2003年 | 724      | 240    | 16       |
| 2004年 | 749      | 240    | 16       |
| 2005年 | 731      | 240    | 16       |
| 2006年 | 945      | 306    | 18       |
| 2007年 | 872      | 306    | 18       |
| 2008年 | 890      | 306    | 18       |
| 2009年 | 775      | 306    | 18       |
| 2010年 | 847      | 306    | 18       |
| 2011年 | 792      | 289    | 18       |
| 2012年 | 762      | 272    | 17       |
| 2013年 | 785      | 306    | 18       |
| 2014年 | 492      | 182    | 14       |
| 2015年 | 614      | 240    | 16       |
| 2016年 | 628      | 240    | 16       |
| 2017年 | 669      | 240    | 16       |
| 2018年 | 674      | 240    | 16       |
| 2019年 | 623      | 240    | 16       |
| 2020年 | 330      | 120    | 16       |
| 2021年 | 718      | 272    | 17       |
| 2022年 | 597      | 240    | 16       |
| 2023年 | 517      | 210    | 15       |
| 2024年 | 606      | 240    | 16       |
| 合計   | 17,430   | 6,214  |          |

- 出典：[43]

#### 記録
- 連勝記録：Honda FC - 18（2018年第1ステージ第10節 - 第2ステージ第12節）
- 連続無敗記録：大塚製薬 - 33（2001年後期第11節-2003年前期第11節、2003年後期第4節-2004年後期第6節：2回記録）
  - シーズン連続無敗記録：AC長野パルセイロ - 24（2013年第9節-第32節）
- 連敗記録：三菱水島 - 15（2005年後期第5節-2006年前期第4節）
- 連続無勝記録：アルテ高崎 - 46（2007年前期第2節-2008年前期第13節）
- 年間最多勝点記録：Honda FC、佐川急便 - 83（Honda FC：2006年、佐川急便：2007年）
- 年間最多勝利記録：Honda FC、佐川急便 - 26（Honda FC：2006年、佐川急便：2007年）
- 年間最少勝点記録：アルテ高崎、ファジアーノ岡山ネクスト - 7（アルテ高崎：2007年、ファジアーノ岡山ネクスト：2016年）
- 年間最少勝利記録：アルテ高崎 - 1（2007年）
- 年間最多完封試合：佐川急便東京 - 19（2006年）
- 年間最多無得点試合：アルテ高崎 - 18（2007年）
- チーム年間最多得点記録：佐川急便東京 - 84（2006年）
- チーム年間最少得点記録：アルテ高崎 - 17（2007年）
  - （参考）2002年は1回戦のみの試合のため参考記録：アルエット熊本 - 13
- チーム年間最少失点記録：本田技研工業、鹿児島ユナイテッド- 19（本田技研工業：2001年、鹿児島ユナイテッド：2014年）
  - （参考）2002年は1回戦のみの試合のため参考記録：Honda FC - 14
- チーム年間最多失点記録：アルテ高崎 - 107（2008年）
- 1試合最多得点記録：Honda FC - 11（2008年後期第17節 vs アルテ高崎）、大塚製薬 - 11（2004年後期第10節 vs デンソー）
- 1試合最多得点ゲーム記録：Honda FC vs アルテ高崎 - 12（2008年後期第17節）
- チーム連続試合得点記録：SAGAWA SHIGA FC - 49（2007年前期第1節 - 2008年前期第10節）
- チーム連続試合失点記録：三菱水島FC - 35（2005年前期第1節 - 2006年前期第5節）
- チーム連続試合無失点記録：7
  - 佐川印刷SC （2012年第4節 - 第10節）
  - ヴェルスパ大分（2021年第29節 - 2022年第1節）
- チーム連続試合無得点記録：8
  - 三菱水島FC（2006年前期第13節 - 後期第3節）
  - FC刈谷（2021年第3節 - 第11節）

### 個人

#### 通算試合数
※太字 は現役
| 順位 | 選手名   | 試合数 | JFL最終所属              |
| ---- | -------- | ------ | ------------------------ |
| 1    | 小山大樹 | 389    | 東京武蔵野シティFC       |
| 2    | 中村元   | 374    | MIOびわこ滋賀            |
| 3    | 金守貴紀 | 349    | 東京武蔵野ユナイテッドFC |
| 4    | 永冨裕尚 | 348    | MIOびわこ滋賀            |
| 5    | 濱岡和久 | 338    | 栃木ウーヴァFC           |
| 6    | 鈴木雄也 | 334    | Honda FC                 |
| 7    | 冨山卓也 | 333    | SAGAWA SHIGA FC          |
| 8    | 石井雅之 | 314    | Honda FC                 |
| 9    | 瀬田貴仁 | 313    | ソニー仙台FC             |
| 10   | 岩田啓佑 | 312    | 東京武蔵野シティFC       |

#### 通算得点数
※太字 は現役
| 順位 | 選手名   | 得点数 | 試合数 | JFL最終所属        |
| ---- | -------- | ------ | ------ | ------------------ |
| 1    | 新田純也 | 146    | 307    | Honda FC           |
| 2    | 古橋達弥 | 127    | 237    | Honda FC           |
| 3    | 鈴木弘大 | 111    | 224    | Honda FC           |
| 4    | 御給匠   | 104    | 172    | FC大阪             |
| 5    | 長谷川満 | 103    | 224    | カターレ富山       |
| 6    | 松田正俊 | 100    | 201    | ブラウブリッツ秋田 |
| 7    | 中村元   | 94     | 374    | MIOびわこ滋賀      |
| 8    | 林威宏   | 91     | 137    | 大塚製薬           |
| 9    | 水永翔馬 | 83     | 217    | テゲバジャーロ宮崎 |
| 10   | 内野裕太 | 73     | 216    | ソニー仙台FC       |

#### 記念ゴール
| 得点数 | 達成選手 | 所属クラブ         | 達成年月日     | シリーズ・節     | 対戦相手      | 会場   |
| ------ | -------- | ------------------ | -------------- | ---------------- | ------------- | ------ |
| 1      | 八代敏   | 水戸ホーリーホック | 1999年4月18日  | 1stステージ第1節 | ソニー仙台    | 宮城県 |
| 1,000  | 友近聡朗 | 愛媛FC             | 2001年5月6日   | 前期第7節        | SC鳥取        | 愛媛球 |
| 5,000  | 新田純也 | Honda FC           | 2006年10月15日 | 後期第9節        | 栃木SC        | 都田   |
| 10,000 | 石舘靖樹 | ツエーゲン金沢     | 2012年9月30日  | 第27節           | MIOびわこ滋賀 | 金沢   |

#### 記録
所属は当時
- 1試合個人最多得点記録 - 5点（4人）

 アマラオ（FCホリコシ、2005年後期第9節 vs三菱水島FC）
 御給匠（佐川急便大阪、2006年後期第7節 vsジェフクラブ）
 石田英之（アローズ北陸、2007年後期第13節 vsアルテ高崎）
 新田純也（Honda FC、2008年後期第17節 vsアルテ高崎）
- 通算最多ハットトリック達成記録： 有馬賢二（横浜FC） - 5
- 連続試合得点記録： 古橋達弥（Honda FC） - 14（2003年後期第8節-2004年前期第6節）
- 個人年間最多得点記録： 古橋達弥（Honda FC） - 31点（2003年）
- 連続試合出場記録： 石井雅之（Honda FC） - 157（2006年前期第14節-2010年後期第17節）

## 表彰

### 年間最優秀選手（MVP）
| 回 (年度)   | 選手名     | 当時所属クラブ    |
| ----------- | ---------- | ----------------- |
| 1 (1999年)  | 安間貴義   | 本田技研工業      |
| 2 (2000年)  | 有馬賢二   | 横浜FC            |
| 3 (2001年)  | 徳重隆明   | デンソー          |
| 4 (2002年)  | 向島満     | Honda FC          |
| 5 (2003年)  | 吉成浩司   | 大塚製薬          |
| 6 (2004年)  | 林威宏     | 大塚製薬          |
| 7 (2005年)  | 濱岡和久   | 愛媛FC            |
| 8 (2006年)  | 新田純也   | Honda FC          |
| 9 (2007年)  | 御給匠     | 佐川急便SC        |
| 10 (2008年) | 新田純也   | Honda FC          |
| 11 (2009年) | 中村元     | SAGAWA SHIGA FC   |
| 12 (2010年) | 服部年宏   | ガイナーレ鳥取    |
| 13 (2011年) | 山根伸泉   | SAGAWA SHIGA FC   |
| 14 (2012年) | 河端和哉   | V・ファーレン長崎 |
| 15 (2013年) | 宇野沢祐次 | AC長野パルセイロ  |
| 16 (2014年) | 鈴木雄也   | Honda FC          |
| 17 (2015年) | 瀬田貴仁   | ソニー仙台FC      |
| 18 (2016年) | 栗本広輝   | Honda FC          |
| 19 (2017年) | 栗本広輝   | Honda FC          |
| 20 (2018年) | 鈴木雄也   | Honda FC          |
| 21 (2019年) | 鈴木雄也   | Honda FC          |
| 22 (2020年) | 瓜生昂勢   | ヴェルスパ大分    |
| 23 (2021年) | 山下優人   | いわきFC          |
| 24 (2022年) | 浅川隼人   | 奈良クラブ        |
| 25 (2023年) | 岡﨑優希   | Honda FC          |
| 26 (2024年) | 吉田篤志   | 栃木シティ        |

### 得点王
| 回 (年度)   | 選手名                 | 当時所属クラブ       | 得点数 |
| ----------- | ---------------------- | -------------------- | ------ |
| 1 (1999年)  | マルクス               | 本田技研工業         | 22     |
| 2 (2000年)  | 有馬賢二               | 横浜FC               | 24     |
| 3 (2001年)  | 徳重隆明               | デンソー             | 25     |
| 4 (2002年)  | 山本正男               | 佐川急便東京SC       | 14     |
| 4 (2002年)  | 高山英樹               | デンソー             | 14     |
| 5 (2003年)  | 古橋達弥               | Honda FC             | 31     |
| 6 (2004年)  | 林威宏                 | 大塚製薬             | 21     |
| 7 (2005年)  | 大坪博和               | 佐川急便大阪SC       | 18     |
| 8 (2006年)  | 大久保哲哉             | 佐川急便東京SC       | 26     |
| 9 (2007年)  | 御給匠                 | 佐川急便SC           | 30     |
| 10 (2008年) | 新田純也               | Honda FC             | 25     |
| 11 (2009年) | 塩沢勝吾               | 佐川印刷SC           | 17     |
| 12 (2010年) | 御給匠                 | SAGAWA SHIGA FC      | 27     |
| 13 (2011年) | 松田正俊               | ブラウブリッツ秋田   | 20     |
| 14 (2012年) | 高橋駿太               | FC琉球               | 20     |
| 14 (2012年) | 辻正男                 | Y.S.C.C.             | 20     |
| 15 (2013年) | 宇野沢祐次             | AC長野パルセイロ     | 20     |
| 16 (2014年) | 岸田和人               | レノファ山口FC       | 17     |
| 17 (2015年) | 伊賀貴一               | Honda FC             | 17     |
| 18 (2016年) | 川西誠                 | FC大阪               | 21     |
| 19 (2017年) | 坂本修佑               | 奈良クラブ           | 18     |
| 20 (2018年) | 大町将梧               | Honda FC             | 18     |
| 21 (2019年) | エフライン・リンタロウ | 鈴鹿アンリミテッドFC | 18     |
| 22 (2020年) | 坂本一輝               | MIOびわこ滋賀        | 9      |
| 22 (2020年) | 酒井達磨               | 松江シティFC         | 9      |
| 23 (2021年) | 岡﨑優希               | Honda FC             | 16     |
| 24 (2022年) | 浅川隼人               | 奈良クラブ           | 16     |
| 25 (2023年) | 日野友貴               | ミネベアミツミFC     | 19     |
| 26 (2024年) | 青戸翔                 | 沖縄SV               | 15     |

### 新人王
| 回 (年度)   | 選手名     | 当時所属クラブ     |
| ----------- | ---------- | ------------------ |
| 1 (1999年)  | 林威宏     | 大塚製薬           |
| 2 (2000年)  | 島田周輔   | 大塚製薬           |
| 3 (2001年)  | 長谷川満   | YKK FC             |
| 4 (2002年)  | 町中大輔   | 大塚製薬           |
| 5 (2003年)  | 川北裕介   | 大塚製薬           |
| 6 (2004年)  | 鎌田祥平   | 大塚製薬           |
| 7 (2005年)  | 岸田裕樹   | YKK AP             |
| 8 (2006年)  | 堀切良輔   | Honda FC           |
| 9 (2007年)  | 木本敬介   | アローズ北陸       |
| 10 (2008年) | 喜山康平   | ファジアーノ岡山   |
| 11 (2009年) | 伊賀貴一   | Honda FC           |
| 12 (2010年) | 奈良輪雄太 | SAGAWA SHIGA FC    |
| 13 (2011年) | 該当者なし | 該当者なし         |
| 14 (2012年) | 辻正男     | Y.S.C.C.           |
| 15 (2013年) | 西口諒     | AC長野パルセイロ   |
| 16 (2014年) | 内野裕太   | ソニー仙台FC       |
| 17 (2015年) | 有間潤     | ソニー仙台FC       |
| 18 (2016年) | 茂平       | 奈良クラブ         |
| 19 (2017年) | 佐々木俊輝 | Honda FC           |
| 20 (2018年) | 児玉怜音   | Honda FC           |
| 21 (2019年) | 安藤翼     | ホンダロックSC     |
| 22 (2020年) | 梅田魁人   | テゲバジャーロ宮崎 |
| 23 (2021年) | 嵯峨理久   | いわきFC           |
| 24 (2022年) | 草刈龍星   | Honda FC           |
| 25 (2023年) | 後藤裕二   | ソニー仙台FC       |
| 26 (2024年) | 布方叶夢   | ソニー仙台FC       |

### 最優秀監督賞
※第6回(2004年)から受賞対象。
| 回 (年度)   | 監督名     | 当時所属クラブ    |
| ----------- | ---------- | ----------------- |
| 6 (2004年)  | 田中真二   | 大塚製薬          |
| 7 (2005年)  | 望月一仁   | 愛媛FC            |
| 8 (2006年)  | 吉澤英生   | Honda FC          |
| 9 (2007年)  | 中口雅史   | 佐川急便SC        |
| 10 (2008年) | 石橋眞和   | Honda FC          |
| 11 (2009年) | 中口雅史   | SAGAWA SHIGA FC   |
| 12 (2010年) | 松田岳夫   | ガイナーレ鳥取    |
| 13 (2011年) | 中口雅史   | SAGAWA SHIGA FC   |
| 14 (2012年) | 佐野達     | V・ファーレン長崎 |
| 15 (2013年) | 美濃部直彦 | AC長野パルセイロ  |
| 16 (2014年) | 辛島啓珠   | 佐川印刷京都      |
| 17 (2015年) | 石川雅人   | ソニー仙台FC      |
| 18 (2016年) | 井幡博康   | Honda FC          |
| 19 (2017年) | 井幡博康   | Honda FC          |
| 20 (2018年) | 井幡博康   | Honda FC          |
| 21 (2019年) | 井幡博康   | Honda FC          |
| 22 (2020年) | 須藤茂光   | ヴェルスパ大分    |
| 23 (2021年) | 田村雄三   | いわきFC          |
| 24 (2022年) | フリアン   | 奈良クラブ        |
| 25 (2023年) | 小林秀多   | Honda FC          |
| 26 (2024年) | 今矢直城   | 栃木シティ        |

## キャッチフレーズ
JFLでは毎年リーグ全体のキャッチフレーズを設定している。
- 第05回（2003年）明るい日本はJFLがつくる。
- 第06回（2004年）蹴りを入れろ。
- 第07回（2005年）呑んでかかれ。
- 第08回（2006年）あなたの一番を見せてくれ。
- 第09回（2007年）競り合って、強くなる。
- 第10回（2008年）18の個性を無限の感動に。
- 第11回（2009年）Jump! Fight! Love!（もっと高く、もっと強く、もっと熱く）
- 第12回（2010年）驚かすのは、オレたちだ。
- 第13回（2011年）ニュースなヤツ 出てこい!!
- 第14回（2012年）たっぷりゴール決めてやれ!
- 第15回（2013年）フェアでホットな風に乗れ!
- 第16回（2014年）沸かせるゲーム、ここにあり!
- 第17回（2015年）抜け出すのはどこだ!
- 第18回（2016年）登り詰めろ!
- 第19回（2017年）楽しむヤツが勝ち!
- 第20回（2018年）ギュッと締まったゲーム贈ります!
- 第21回（2019年）ひらめきを磨け!
- 第22回（2020年）湧き出すリズムで攻めろ!
- 第23回（2021年）大漁得点で波に乗れ!
- 第24回（2022年）ひと味違うプレーで魅せろ!
- 第25回（2023年）熱気の嵐で染め上げろ!
- 第26回（2024年）熱気の帯から翔け!
- 第27回（2025年）てっぺん目指せ!

## JFL選抜チームによる国外遠征
- 1999年  バングラデシュ（「バンガバンドゥカップ1999（英語版）」に出場）
- 2002年  ウズベキスタン（同国サッカー協会誕生90周年事業）、 ヨルダン
- 2003年  ミャンマー、 インドネシア
- 2004年  サウジアラビア（「アブドゥラ アルファイサル プリンスカップ」に出場）
- 2008年  タイ（日本フットボールリーグ発足10周年記念事業）
- 2014年  ラオス、 ミャンマー、 カンボジア
- 2015年  ベトナム
- 2017年  ミャンマー
- 2018年  カンボジア
- 2019年  ネパール

## スタジアム
いずれも2025シーズンのもの。
| ラインメール青森               | いわてグルージャ盛岡           | クリアソン新宿                 | Y.S.C.C.横浜                   |
| ------------------------------ | ------------------------------ | ------------------------------ | ------------------------------ |
| カクヒロアスレチックスタジアム | いわぎんスタジアム             | AGFフィールド                  | ニッパツ三ツ沢球技場           |
| 収容人数: 20,809               | 収容人数: 5,046                | 収容人数: 2,800                | 収容人数: 15,440               |
|                                |                                |                                |                                |
|                                |                                |                                |                                |
| 横河武蔵野FC                   | ブリオベッカ浦安・市川         | Honda FC                       | FCマルヤス岡崎                 |
| 武蔵野市立武蔵野陸上競技場     | ブリオベッカ浦安競技場         | Honda都田サッカー場            | マルヤス岡崎龍北スタジアム     |
| 収容人数: 5,192                | 収容人数: 2,500                | 収容人数: 2,500                | 収容人数: 5,000                |
|                                |                                |                                |                                |
|                                |                                |                                |                                |
| 鈴鹿ポイントゲッターズ         | ヴィアティン三重               | レイラック滋賀                 | FCティアモ枚方                 |
| 三重県営鈴鹿スポーツガーデン   | LA・PITA東員スタジアム         | 東近江市布引運動公園陸上競技場 | たまゆら陸上競技場             |
| 収容人数: 12,500               | 収容人数: 5,104                | 収容人数: 5,060                | 収容人数: 2,500                |
|                                |                                |                                |                                |
|                                |                                |                                |                                |
| 飛鳥FC                         | ヴェルスパ大分                 | ミネベアミツミFC               | 沖縄SV                         |
| 奈良県立橿原公苑陸上競技場     | レゾナックサッカー・ラグビー場 | 延岡西階総合運動公園陸上競技場 | タピック県総ひやごんスタジアム |
| 収容人数: 5,000                | 収容人数: 2,040                | 収容人数: 15,000               | 収容人数: 10,189               |
|                                |                                |                                |                                |